# Плаувско језеро
Плаувско језеро је језеро у Немачкој. Налази се на територији савезних држава Мекленбург-Западна Померанија. Површина језера износи 38,4 km².